# جيانفرانكو غازانيغا
جيانفرانكو غازانيغا (بالإسبانية: Gianfranco Gazzaniga Farias)‏ هو لاعب كرة قدم أرجنتيني في مركز حراسة المرمى، ولد في 22 نوفمبر 1993 في Murphy, Santa Fe ‏ في الأرجنتين. لعب مع نادي ألميريا ب.

## وصلات خارجية
- جيانفرانكو غازانيغا على موقع قاعدة بيانات كرة القدم.إي يو (الإنجليزية)
- جيانفرانكو غازانيغا على موقع Soccerway.com (الإنجليزية)